# Алисон Моје
Женевјев Алисон Џејн Моје (енгл. Geneviève Alison Jane Moyet; Билерикеј, 18. јун 1961) енглеска је певачица. 

## Биографија
Рођена је у граду Билерикеј, отац јој је Француз и мајка Енглескиња. Одрасла је у граду Базилдону, где је похађала основну школу, а затим и средњу школу. Крајем седамдесетих година била је чланица неколико локалних панк рок група из околине Есекса.
Професионалну каријеру је започела 1981. године, када је заједно са Винсом Кларком основала бенд Yazoo. Објавили су два студијска албума и извршили значајан утицај на многе, углавном сличне извођаче који су се касније појавили. Yazoo је имао неколико хитова, као што су Only You, Don’t Go, Situation и Nobody’s Diary. Имали су успех широм света, посебно у Британији где су три од њихова четири сингла ушли у ТОП 3 на музичким листама. У Северној Америци су најпознатији по песми „Situation”. 
Упркос њиховом успеху, дуо се раздвојио у мају 1983. због лоших односа и разилажења ставова око даље будућности групе. Винс Кларк је формирао групу „Erasure”, још један успешни синтпоп дуо, док је Алисон Моје започела врло успешну солистичку каријеру.
Као соло певачица објавила је девет албума. 
Два пута се удавала, има троје деце, једног сина и две кћерке.

## Дискографија

### Yazoo
- Upstairs at Eric's (1982)
- You and Me Both (1983)

### Соло албуми
- Alf (1984)
- Raindancing (1987)
- Hoodoo (1991)
- Essex (1994)
- Hometime (2002)
- Voice (2004)
- The Turn (2007)
- The Minutes (2013)
- Other (2017)